# Vitrail de l'Annonciation (Chevreuse)

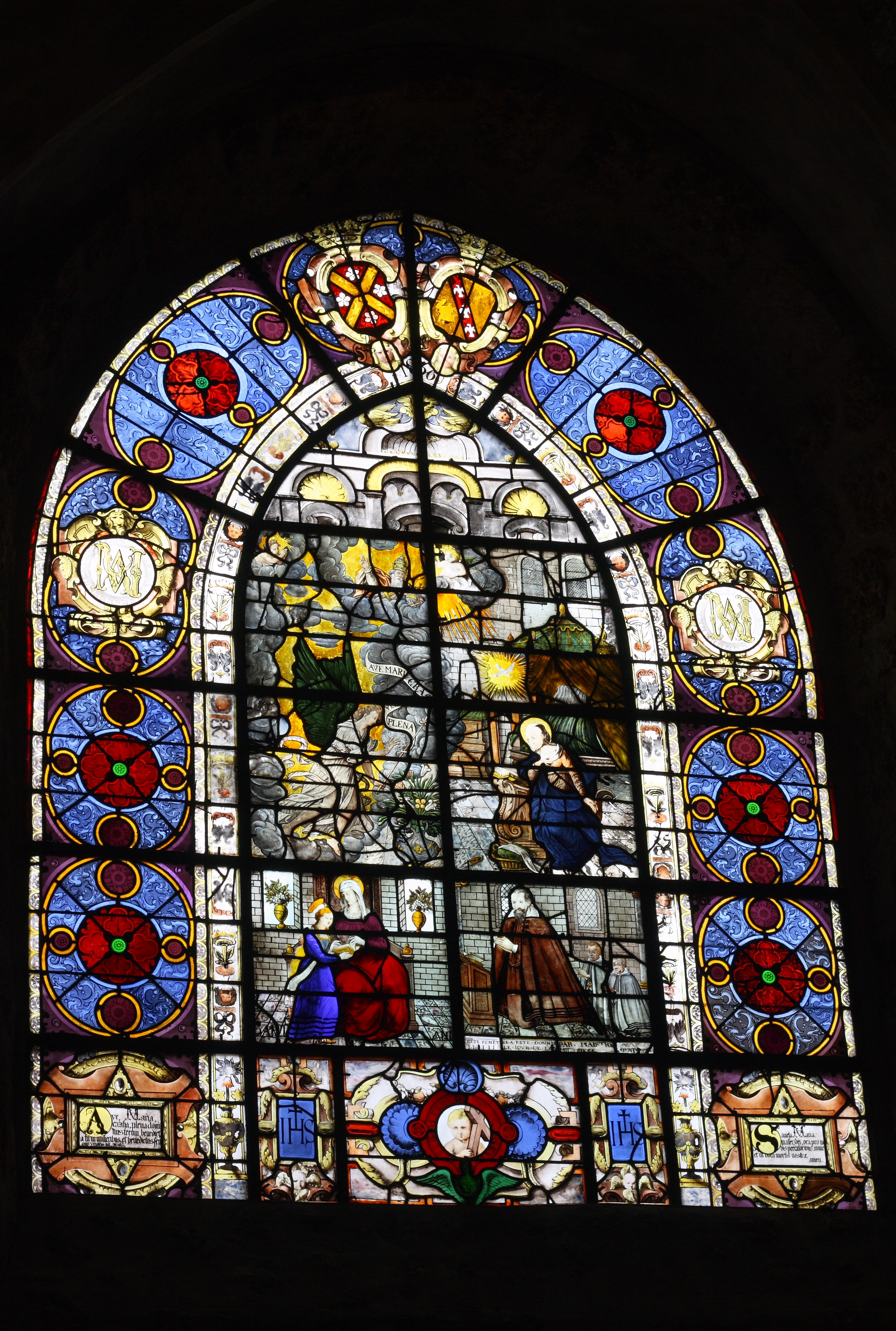
Vitrail de l'Annonciation à Chevreuse

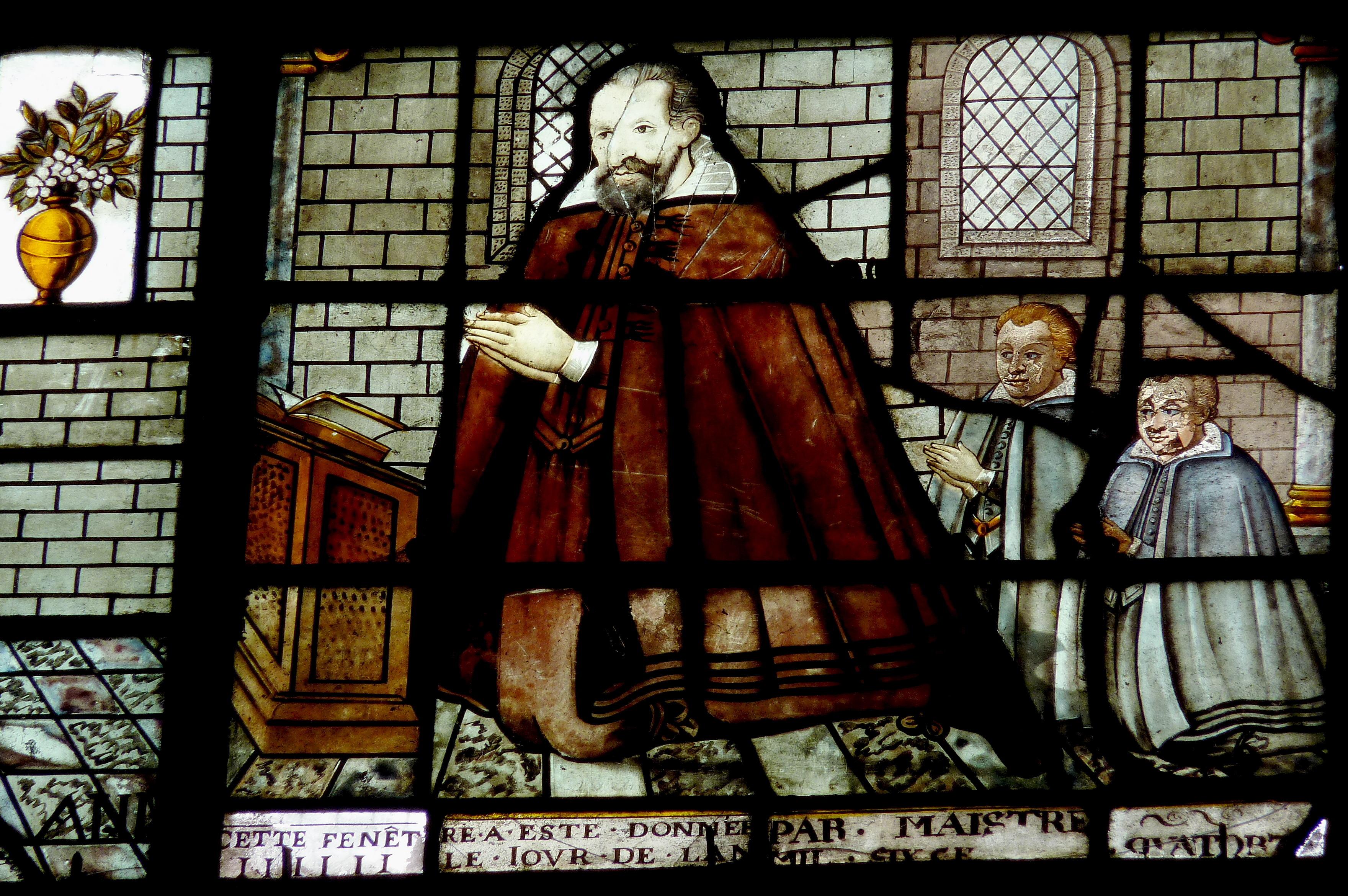
Le donateur maître Audiger et ses enfants

Le Vitrail de l'Annonciation de l'église Saint-Martin de Chevreuse, une commune du département des Yvelines dans la région Île-de-France en France, est un vitrail datant de 1614 et du XIXe siècle. Il a été classé monument historique au titre d'objet le 2 mai 1907.
Le vitrail no 2 dont le panneau central représentant l'Annonciation a été offert par maître Audiger. La restaurations importantes et bordure réalisées par Prosper Lafaye en 1860 (inscriptions) ; autre restauration en 1925.
Il montre au tympan Dieu le Père : nuée, Saint-Esprit : colombe, rayons lumineux, vase.
Inscription : CETTE VITRE A ETE DONNEE PAR MAITRE AUDIFER LE JOUR DE L'AN 1614 (panneau du donateur, en bas) ; 1860 (bordure, en haut) ; M., V. et A. entrelacés (sur la bordure, 2 fois). 